# Bubble Gum
A Bubble Gum egy magyar popegyüttes, melyet Lolly (Sípos Zsuzsanna), Twity (Kis Nikolett), Tiger (Tóth Tamás) és Rico (Horváth Richárd) alkotott. A csapat 1999 őszén alakult. Magyarországon kívül Erdélyben, Szlovákiában és Franciaországban is felléptek.
Az együttes feloszlása után Lolly szólókarrierbe kezdett, de nem sikerült nagylemezt készítenie. 2004-ben Lolly Londonba utazott, ahol csatlakozott a Touch&Go együtteshez, emellett szólókarriert is kezdett. Dolgozott együtt egy producerrel, aki többek közt a Pet Shop Boyszal és a Scissor Sistersszel is dolgozott. Készítettek pár demót, de hamar megszakadt a közös munka.
Lolly az éneklés mellett egy bárban dolgozott.

## Biográfia
A Bubble Gum valójában a holland Vengaboys együttes magyar változataként jött létre.
Első kislemezük (Nem adlak kölcsön) megjelenésével azonnal az egész országban sikeresek lettek.

## Diszkográfia

### Nagylemezek
- 2000 - Nem adlak kölcsön
- 2001 - Aj, aj, aja (Disco)

### Kislemezek
- Nem adlak kölcsön
- Rád gondolok
- Nagyágyú
- Aj Aj Aja
- Angyalt küldtem érted
- Kacsatánc